# Glashütte (Wald)
Glashütte is een plaats in de Duitse gemeente Wald (Hohenzollern), deelstaat Baden-Württemberg, en telt 107 inwoners (2008).